# Condado de Lincoln (Virginia Occidental)
El condado de Lincoln (en inglés: Lincoln County), fundado en 1867, es uno de los 55 condados del estado estadounidense de Virginia Occidental. En el año 2000 tenía una población de 22.108 habitantes con una densidad poblacional de 20 personas por km². La sede del condado es Hamlin.

## Geografía
Según la Oficina del Censo, el condado tiene un área total de 1137 km² (439 mi²), de la cual 1132 km² (437,1 mi²) es tierra y 3 km² (1,2 mi²) (0.26%) es agua.

### Condados adyacentes
- Condado de Putnam - norte
- Condado de Kanawha - noreste
- Condado de Boone - sureste
- Condado de Logan - sur
- Condado de Mingo - suroeste
- Condado de Wayne - oeste
- Condado de Cabell - noroeste

### Carreteras
- U.S. Highway 119
- Ruta de Virginia Occidental 3
- Ruta de Virginia Occidental 10
- Ruta de Virginia Occidental 34
- Ruta de Virginia Occidental 37

## Demografía
En el 2000 la renta per cápita promedia del condado era de $22,662, y el ingreso promedio para una familia era de $28,297. En 2000 los hombres tenían un ingreso per cápita de $30,810 versus $18,270 para las mujeres. El ingreso per cápita para el condado era de $13,073. Alrededor del 27.90% de la población estaba bajo el umbral de pobreza nacional.

## Comunidades

### Pueblos
- Hamlin
- West Hamlin

### Lugares designados por el censo
- Alum Creek (parte)
- Harts

### Otras comunidades
| - Alkol - Atenville - Big Ugly - Branchland - Dollie - Eden Park | - Ferrellsburg - Fourteen - Fry - Gill - Green Shoal - Griffithsville | - Leet - Midkiff - Pleasantview - Ranger - Rector - Sod - Spurlockville | - Sumerco - Sweetland - Warren - Wewanta - Yawkey |